# Монастырь Арденица
Монастырь Рождества Пресвятой Богородицы в Арденице (алб. Manastiri Lindja e Hyjlindëses Mari, греч. Ιερά Μονή Γεννήσεως Θεοτόκου Αρδευούσης) или просто монастырь Арденица (алб. Manastiri i Ardenices, греч. Μονή Αρδενίτσας) — единственный действующий монастырь Албанской православной церкви. Расположен в 10 км к северу от города Фиери в округе Люшня области Фиери.

## История
Монастырь был построен византийским императором Андроником II Палеологом в 1282 году в честь победы над сицилийцами в битве под Бератом. На месте монастыря некогда существовал языческий храм Артемиды. В X веке на этом месте был построен храм Святой Троицы. 21 июля 1451 года албанский князь Скандербег венчался в этом монастыре с Андроникой Арианити.
В 1743 году, с инициативы епископа Бератского Мефодия, монастырь был значительно перестроен. Сохранились многочисленные фрески этого периода, в том числе работы братьев Зографи. В 1780 году была открыта школа, где обучались православные клирики. В 1817 году школа преобразована в гимназию. При монастыре была обширная библиотека, которая насчитывала около 32 000 книг, но она погибла при пожаре в 1932 году.
В 1957 году в монастыре был заключён епископ Ириней (Бануши). В 1967 году, в ходе атеистической кампании, монастырь был закрыт, но избежал разрушения, так как в нём венчался Скандербег, которого в Албании считают национальным героем. Начиная с 1969 года доступ в монастырь был полностью закрыт. Здания монастыря постепенно разрушились. В 1988 году была проведена реконструкция, в бывших зданиях монастыря была открыта гостиница.
В 1992 году, с падением коммунистического режима в Албании, монастырь был возвращён Албанской православной церкви. По состоянию на 2015 год в монастыре проживает три монаха.